# Friedrich Christian von Elverfeldt

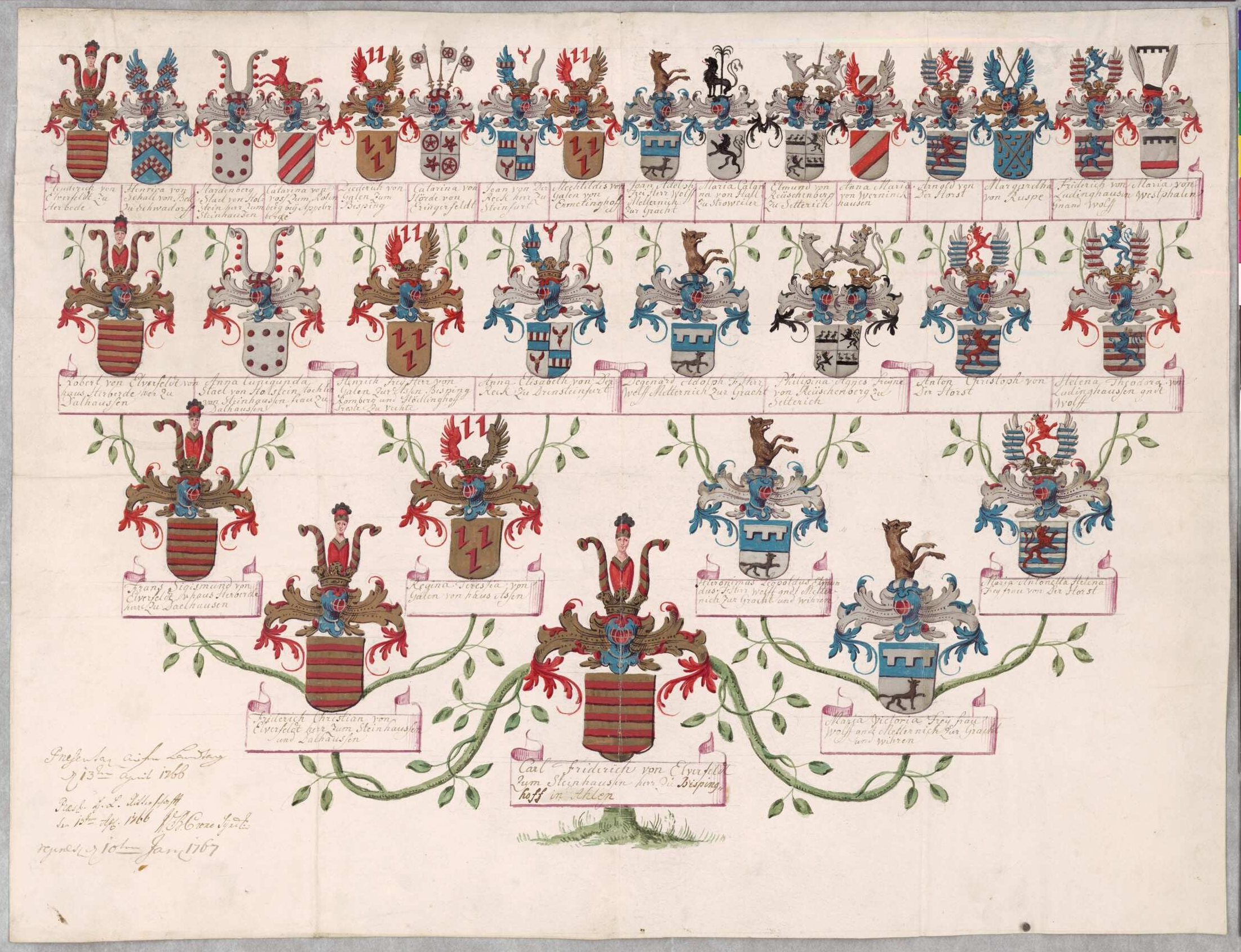
Ahnentafel von von Elverfeldts Sohn Karl Friedrich von Elverfeldt (Carl Fritz von Elverfeld) als Proband zur Aufschwörung 1766 und 1767 in die Ritterschaft des Landtags des Hochstifts Münster

Friedrich Christian Freiherr von Elverfeldt (geboren 29. November 1699; gestorben 7. April 1781) war ein deutscher Offizier, zuletzt münsterischer Generalleutnant en Chef, Inhaber eines Infanterie-Regiments und Herr auf Dahlhausen und Steinhausen.
Er war ein Abkömmling des Adelsgeschlechtes von Elverfeldt, der Linie um Schloss Canstein. Mit seiner Ehefrau Maria Viktoria Freiin von Wolff-Metternich hatte er die Tochter Antoinette (1733–1801), Mutter des späteren Verwaltungsbeamten, Publizisten und Mineralogen Friedrich von Hövel.
Auf einem 1732 datierten Ölgemälde auf Leinwand in den Maßen 83 × 65,5 cm wurde von Elverfeldt in einem roten, mit Goldstickereien verzierten Staatsrock mit einem schwarzen Kürass dargestellt.